# Wim Rijsbergen
Wilhelmus ("Wim") Gerardus Rijsbergen (Leiden, 18 januari 1952) is een Nederlands voetbaltrainer en voormalig profvoetballer.

## Spelerscarrière
Rijsbergen begon te voetballen in de jeugd van het Leidse LV Roodenburg en begon zijn profcarrière in 1970 bij PEC Zwolle. Het jaar daarop stapte hij over naar Feyenoord. Daar speelde hij zeven jaar, tot 1978. Hierna verkaste hij naar het Franse SC Bastia. Bij deze club op Corsica speelde hij samen met vedette Johnny Rep, die een jaar eerder met deze club de UEFA cup finale bereikte. Rijsbergen kwam 24 wedstrijden uit voor de club en verhuisde toen naar de Verenigde Staten, om bij New York Cosmos te gaan spelen.
In deze periode speelde hij tevens 28 keer in het Nederlands elftal, onder andere bij de WK's van 1974 en 1978, waarin Nederland beide keren de finale haalde en bij het EK van 1976.
Hij beëindigde zijn profcarrière in 1986 bij FC Utrecht.

## Erelijst
| Competitie      |           |            |           |           |
| Competitie      | Aantal    | Jaren      |           |           |
| Feyenoord       | Feyenoord | Feyenoord  | Feyenoord | Feyenoord |
| --------------- | --------- | ---------- | --------- | --------- |
| Internationaal  |           |            |           |           |
| UEFA Cup        | 1x        | 1973/74    |           |           |
| Intertoto Cup   | 1x        | 1973       |           |           |
| Nationaal       |           |            |           |           |
| Eredivisie      | 1x        | 1973/74    |           |           |
| New York Cosmos |           |            |           |           |
| Soccer Bowl     | 2x        | 1980, 1982 |           |           |
| FC Utrecht      |           |            |           |           |
| KNVB beker      | 1x        | 1984/85    |           |           |

| Competitie                     | Winnaar   | Winnaar   | Runner-up | Runner-up  | Derde     | Derde     |
| Competitie                     | Aantal    | Jaren     | Aantal    | Jaren      | Aantal    | Jaren     |
| Nederland                      | Nederland | Nederland | Nederland | Nederland  | Nederland | Nederland |
| ------------------------------ | --------- | --------- | --------- | ---------- | --------- | --------- |
| Wereldkampioenschap voetbal    |           |           | 2x        | 1974, 1978 |           |           |
| Europees kampioenschap voetbal |           |           |           |            | 1x        | 1976      |

## Trainerscarrière
Hierna trainde hij van 1986 tot 2004 verschillende clubs, waaronder FC Groningen, NAC Breda en Club Deportivo Universidad Católica en was hij tijdelijk analyticus bij Studio Sport.
Daarna was hij onder Leo Beenhakker assistent-bondscoach van Trinidad en Tobago.
Nadat Beenhakker in 2006 naar Polen vertrok, volgde hij hem op als hoofdcoach. Rijsbergens assistent was ook een Nederlander: Jan van Deinsen. Rijsbergen was ook trainer in Chili, Saoedi-Arabië en Mexico.

### Indonesië
In januari 2011 tekende Rijsbergen een contract bij PSM Makassar in Indonesië. Op 14 juli 2011 werd bekendgemaakt dat de Nederlander daarnaast was aangesteld als interim-bondscoach van het nationale elftal van Indonesië. Twee dagen later tekende hij een contract voor twee jaar. Op 13 januari 2012 werd hij technisch directeur van de Indonesische voetbalbond.
Op 1 maart 2012 kondigde de FIFA een onderzoek aan naar de 10-0 nederlaag die de ploeg van Rijsbergen een dag eerder had geleden in de WK-kwalificatiereeks tegen Bahrein. Dat land moest met minimaal negen doelpunten verschil winnen om kans te blijven maken op het bereiken van de volgende kwalificatieronde. De Indonesische keeper Syamsidar kreeg in de wedstrijd al na twee minuten de rode kaart wegens het veroorzaken van een strafschop.

### Salomonseilanden
Als laatste was Rijsbergen bondscoach van de Salomonseilanden, waarmee hij vierde werd in de poule op de Pacific Games van 2019.